# Збитнев, Юрий Иванович
Збитнев Юрий Иванович (25 октября 1963, Смела) — украинский политик, общественный деятель. Депутат Верховной рады Украины I созыва (1990—1994).

## Биография
Родился 25 октября 1963 года в Смеле (Черкасская область). В 1986 году окончил Ивано-Франковский медицинский институт, по специальности — врач-анестезиолог-реаниматолог. Впоследствии получил также профессию юриста (Харьковская юридическая академия).
С 1986 года — врач-интерн в Ивано-Франковской областной клинической больнице. С 1987 работал врачом анестезиологом-реаниматологом во 2-й больнице Киева.
В 1990 избран народным депутатом Верховной рады Украинской ССР XII созыва (позднее переименована в Верховную раду Украины I созыва) в Гагаринском округе № 4 (Киев), стал заместителем председателя парламентской комиссии по делам молодёжи. В Верховной Раде работал заместителем председателя комиссии по делам молодёжи.
С 1991 года — в рядах Социал-демократической партии Украины, в 1995 году покинул её. Баллотировался в народные депутаты по списку СДПУ (О) (1998, № 49 в списке).
В 1994—1995 годах — советник премьер-министра Виталия Масола, в 1995−1998 годы — возглавлял комиссию по вопросам ипотечного кредитования при президенте Украины.
В 1997—2000 годах — президент компании «Еврогаз».
В декабре 2002 года вернулся к политике, возглавив партию «Новая сила». От партии баллотировался в президенты на выборах 2004 года. Получил 0,05 % (14-е место среди 24 претендентов). Возглавил список «Новой силы» на парламентских выборах в 2006 году, однако партия не преодолела 3-процентный барьер. Публично отмежевался и бойкотировал внеочередные выборы в Верховную Раду Украины в 2007 году. В 2008—2009 был близок к ультраправым, в частности к СНА.
Участник Евромайдана, в декабре 2013 года возглавил захват здания Киевской городской государственной администрации.

## Взгляды
Будучи лидером партии «Новая сила», Юрий Збитнев привлёк к себе внимание призывом ранжировать украинских мигрантов по их ценности для страны. Наиболее ценными для Украины он назвал этнических украинцев, следующими стали славяне, балты, кельты, немцы и скандинавы, которые, по его мнению, являются этносами, генетически и культурно близкими к украинцам. Третьим пунктом в этом списке упомянуты румыны, финно-угры (в число которых, как считает Збитнев, входят русские) и грузины, которые не являются ни желательными, ни нежелательными на Украине. Последним пунктом перечислены нежелательные расовые группы, в число которых входят семиты, монголоиды и негроиды.

## Семья
Бывшая жена: Рена Назарова — тележурналист, с 2014 года депутат Киевсовета от партии Кличко.